# Malthodes holzschuhi
Malthodes holzschuhi là một loài bọ cánh cứng trong họ Cantharidae. Loài này được Wittmer miêu tả khoa học năm 1978.